# Klassifikation
 For alternative betydninger, se Klassifikation (flertydig). (Se også artikler, som begynder med Klassifikation)
Klassifikation er ordning af "objekter" i klasser. Objekter kan være ting, begreber, dokumenter eller hvad som helst. Processen hedder at klassificere og systemet af klasser kaldes et klassifikationssystem eller blot en klassifikation. I stedet for at tale om klasser kan man tale om begreber (begrebssystemer), kategorier, grupper m.v. 
Klassifikationssystemer er ofte hierarkiske og de kan være udformet som træstrukturer (jf. Træ (datastruktur)). Der er dog en tendens væk fra træ-metaforen og hen i mod bl.a. netværksmetaforen som den dominerende model i klassifikation. 
Klassifikation er en dagligdags, såvel som en videnskabelig og professionel aktivitet. Når man vokser op i en kultur lærer man at klassificere genstande i overensstemmelse med denne kultur, fx i nyttedyr, skadedyr og kæledyr eller i klassisk musik og populærmusik osv. Klassifikation er meget grundlæggende for menneskers tænkemåde. I klassifikationen sorterer man alt i kasser, så man kan vide, hvordan man kan forholde sig til mennesker, ting og ukendte fænomener. 

## Begrebsklassifikation og genstandsklassifikation
En klassifikation kan afspejle ords betydninger, dvs begreber. En klassifikation kan også være opdeling af selve tingene, fx dyr, krydderier eller biler. Da der til selve tingene svarer begreber, og da begreberne er de redskaber, vi bruger til at tænke på og kommunikere om tingene, så svarer begrebsklassifikationer og genstandsklassifikationer grundlæggende til hinanden. Forskellige mennesker kan anvende forskellige begreber om samme ting, men dette vil normalt også udtrykke sig i deres klassifikation af tingene. 
Der er dog nogle afvigelser, der især er praktisk bestemt. Især kan begrebsklassifikationer operere med abstrakte klasser, for hvilke der ikke findes konkrete ting.

## Videnskabelig klassifikation og bibliografisk klassifikation
Videnskabelig klassifikation er klassifikation af fx dyr, planter, kemiske stoffer, medikamenter, sygdomme, himmellegemer, sprog, musik, kunst, kulturer og samfund. 
Bibliografisk klassifikation er ordning af bøger, artikler og andre dokumenter. Bibliografisk klassifikation bygger på videnskabelig klassifikation. Fx vil et bibliografisk klassifikationssystem normalt klassificere dyrearter efter det, der opfattes som videnskabelig konsensus (eller den mest accepterede opfattelse). Af denne grund er fagspecifik viden nødvendig for klassifikation. 
Bibliografisk klassifikation indeholder desuden klasser for dokumenttyper (fx tidsskrifter og ordbøger). 

## Studiet af klassifikation
Klassifikationsforskning er et tværvidenskabeligt forskningsfelt. Grundlæggende er det videnskabsfolk, der indenfor deres respektive felter har beskrevet diverse objekter, objekternes relationer og eventuelle adfærd som en del af fagets grundforskning. Det mest respekterede klassifikationssystem er det periodiske system i fysik og kemi, ligesom biologisk systematik (klassifikation af levende organismer) er en fremtrædende videnskabelig disciplin, jf. Systematik (biologi). 
Filosoffer, logikere og matematikere beskæftiger sig med klassifikationsfilosofi, herunder spørgsmål som eksistensen af naturgivne kriterier for klassifikation, klassifikationernes sprog- og teoriafhængighed osv. Psykologer, sociologer og antropologer beskæftiger sig med, hvordan mennesker klassificerer deres verden. Bibliotekarer, informationsspecialister og dataloger udvikler klassifikationssystemer og ontologier for at kunne lagre og genfinde information og dokumenter.

## Klassifikationssystemer
- I det 4. årh. f. kr. udarbejdede Aristoteles sin Historia animalium, hvori han klassificerede dyrene på hierarkisk vis, der senere blev kaldt Scala naturae. Dette var grundlaget for den klassiske zoologiske inddeling, der herskede uudfordret i 2000 år.
- I 1758 udgav den svenske forsker Carl von Linné sin Systema Naturae, og startede dermed den moderne biologiske klassifikation af dyr og planter.
- Som et dansk eksempel kan nævnes DK5-system, som anvendes i danske folkebiblioteker til opstilling af viden, eg. bøger på hylderne.
- Klassifikationsselskaber som påtager sig forskellige klassifikations-opgaver indenfor industri, skibsfart, jernbaner, energi o. a. Det kan være undersøgelser og tilsyn af skibe, broer, boreplatforme, fødevarer etc.
- Andre eksempler er Sundhedsvæsenets Klassifikationssystem – en klassifikation, der anvendes af Sundhedstyrelsen og sygehusvæsenet, og ICD-10 – en international klassifikation af sygdomme.